# Polynema aligherini
Polynema aligherini är en stekelart som beskrevs av Girault 1915. Polynema aligherini ingår i släktet Polynema och familjen dvärgsteklar. Inga underarter finns listade i Catalogue of Life.